# Siarhiej Czeraczeń
Siarhiej Uładzimirawicz Czeraczeń (biał. Сярге́й Уладзі́міравіч Чэ́рачэнь) (ur. 8 maja 1985 w Krzyczewie) – białoruski polityk, przewodniczący Białoruskiej Socjalistycznej Hramady, kandydat w wyborach prezydenckich na Białorusi w 2020 roku.

## Życiorys
Studiował informatykę i radiotechnikę na Białoruskim Uniwersytecie Państwowym. Był członkiem Komunistycznej Partii Białorusi, wystąpił z niej w 2017 roku. W 2018 roku został wybrany na przewodniczącego Białoruskiej Socjalistycznej Hromady. Kandydował w białoruskich wyborach prezydenckich w 2020 roku, osiągając 1,14% głosów (według danych CKW).